# Медаль и премия Института физики Эдуарда Эплтона

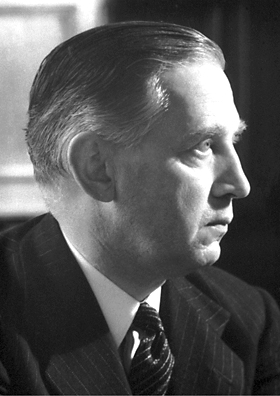
Эдуард Эплтон

Медаль и премия Эдуарда Эплтона (англ. Edward Appleton Medal and Prize) присуждаются британским Институтом физики за выдающиеся исследования в области физики атмосферы или геофизики. Первоначально названная в честь британского физика и бывшего президента Лондонского общества физиков Чарльза Чри (Charles Chree), награда была переименована в 2008 году в честь Эдуарда Эплтона, лауреата Нобелевской премии.

## История
Премия была учреждена в 1941 году сестрой Чри, Джесси, после его смерти. Первоначально она присуждалась раз в два года. Впервые она была присвоена Сидни Чепмену. С 2001 года вручается ежегодно. После переименования с 2008 года премия вручалась в четные годы до 2016 года, а затем по мере необходимости. Денежная часть премии увеличилась с момента ее учреждения. Первоначально она составляла 150 фунтов стерлингов в 1985 году, 300 фунтов стерлингов в 1987 году. В настоящее время премия составляет 1000 фунтов стерлингов.

## Лауреаты

### Обладатели медали и премии Эплтона
- 2024 Николас Беллуин (Nicolas Bellouin)[11]
- 2021 Филип Стир (Philip Stier)[12][13]
- 2020 Адам Скейф (Adam Scaife)[14]
- 2019 Кэтрин Митчелл (Cathryn Mitchell)[15][16]
- 2016 Джайлз Харрисон (Giles Harrison)[17]
- 2014 Дэвид Маршалл (David Marshall)[18]
- 2012 Колин О'Дауд (Colin O'Dow)[19]
- 2010 Майлз Аллен[20][21]
- 2008 Энн Уинтл (Ann Wintle)[22]